# Гоце Бояджиев
Георги (Гоце) Бояджиев е български революционер, деец на Вътрешната македоно-одринска революционна организация.

## Биография
Бояджиев е роден в южномакедонския български град Кукуш, тогава в Османската империя, днес Килкис, Гърция. Взема дейно участие в националноосвободителните борби на българите в Македония. Влиза в революционни среди и в 1895 година участва в създаването на кукушкия революционен комитет. По-късно Бояджиев влиза и в ръководството на кукушкия комитет. Един от „терористите екзекутори“, става четник на Христо Чернопеев. Убит е през февруари 1901 година в сражението край село Баялци.